# Војин Тодоровић
Војин Војо Тодоровић (Мрке, код Подгорице, 3. децембар 1912 — Београд, 7. октобар 1961) био је учесник Народноослободилачке борбе, генерал-потпуковник ЈНА, друштвено-политички радник ФНРЈ и народни херој Југославије.

## Биографија
Рођен је 3. децембра 1912. године у селу Мрке, код Подгорице. Потицао је из чиновничке породице. Основну школу и гимназију је учио у Подгорици, а матурирао је у Призрену. Правни факултет је завршио у Београду 1938. године. Потом је положио виши финансијски испит.
Још као студент је учествовао у студентском револуционарном покрету. Потом је у местима где је службовао — Великом Градишту и Подгорици, учествовао у студентским акцијама. Био је активан сарадник организација „Црвене помоћи” и „Самопомоћи” и др.
Априлски рат 1941. године затекао га је у у чину резервног поручника у околини Сиња. Када је група официра и војника хрватске националности у Сињу извела побуну против Југословенске војске, Војин се с групом официра и војника повукао ка Херцеговини, где је од 12. до 17. априла водио борбе с усташама у рејону Столац–Гацко–Чапљина. У току ових борби они су заузели Чапљину и онеспособили железничку пругу за Требиње. Вест о капитулацији је обуставила њихова даља дејства и они су се повукли у правцу Требиња, а одатле се Војин с групом другова пребацио у Подгорицу.

### Народноослободилачка борба
У Тринестојулском устанку 1941. године био је водник Горњопиперске устаничке чете и с њом се истакао у борбама на Биочу, у Рогамима, на Тријепчу и Дољанској Главици. С герилским одредом из села Мрке, чији је био командир, организовао је диверзије и оружане акције, од којих је најзначајнија била 25. августа 1941. године у Братоножићима када је извео напад на италијанску моторизовану колону од 30 камиона. За заслуге у борби, али и приврженост Народноослободилачком покрету (НОП), августа 1941. године је примљен у чланство Комунистичке партије Југославије (КПЈ).
Октобра 1941. године са својим герилским одредом је учествовао у уништењу непријатељске моторизоване колоне на Јелином Дубу. Након тога је био постављен за заменика команданта Првог батаљона Зетског партизанског одреда. С овим одредом се истакао у борбама у Жупи Никшићкој, у Бјелопавлићима и на Радовчу. До јуна 1942. године налазио се на дужностима политичког комесара Пиперског партизанског батаљона, команданта батаљона и заменика команданта Зетског партизанског одреда.
Када је јуна 1942. године главнина партизанских снага напустила Црну Гору и повукла се у Босну, Војин је остао на раду у позадини. Током овог периода обављао је разне партијске дужности — био је секретар партијске ћелије у Пиперима, секретар Рејонског комитета КПЈ у Подгорици и члан Окружног комитета КПЈ за Подгорицу. Заједно са Блажом Јовановићем и Душаном Мугошом, 1. новембра 1942. године је по задатку КПЈ отишао у Албанију. Тамо је остао све до 25. априла 1943. године и давао велику помоћ у организовању тамошњих партизанских јединица. Марта 1943. године у Лабиноту, код Елбасана присуствовао је Првој земаљској конференцији Комунистичке партије Албаније (КПА).
Априла 1943. године се вратио у Црну Гору, где је био постављен на дужност команданта Зетског партизанског одреда и с њим је учествовао у разбијању четничких снага у Пиперима и Бјелопавлићима. У току Пете непријатељске офанзиве, био је на дужности команданта батаљона у Петој пролетерској црногорској ударној бригади. Током битке на Сутјесци, с већом групом партизана је успео да се пробије из непријатељског обруча и потом је с групом партијских руководилаца, на челу с Иваном Милутиновићем, добио задатак да ради на формирању нових партизанских јединица.
На терену подгоричког среза је успео да формира партизански батаљон, који је касније ушао у састав Пете црногорске бригаде, а августа 1943. године је поново био постављен за команданта Зетског партизанског одреда. Када је 14. новембра 1943. године у Колашину била формирана Шеста црногорска ударна бригада именован је за заменика команданта бригаде. До краја рата, налазио се на дужностима — команданта Треће пролетерске санџачке бригаде и команданта Девете црногорске бригаде.
По налогу Врховног штаба НОВ и ПОЈ, 12. августа 1944. године је био пребачен у Бари, а одатле у Албанију, где се налазио на дужности заменика шефа Војне мисије НОВ и ПОЈ при Народноослободилачкој војсци Албаније.

### Послератни период
Половином јуна 1945. године, вратио се у Београд, где је примио дужности у Министарству народне одбране. Након тога налазио се на дужности начелника Финансијске управе ЈНА до 1957. године. Потом је био заменик команданта Прве армијске области. На тој дужности је и преминуо у чину генерал-потпуковника ЈНА.
Поред војне каријере, био је веома активан као друштвено-политички радник. Био је биран за члана Опуномоћства СКЈ за ЈНА Прве армијске области, а био је и први председник Хокејашког савеза Југославије (ХСЈ). Од 1952. до 1961. године је био председник Ауто-мото савеза Југославије (АМСЈ), а дуги низ година је био члан Председништва Народне технике Југославије (НТЈ), Управе ЈСД „Партизан” и др. Бавио се и писањем и објавио је велики број текстова из области ратне вештине, као и монографију „Подгорички срез у Тринаестојулском устанку 1941. године”.
Умро је 7. октобра 1961. у Београду, а сахрањен је у Титограду.
Носилац је Партизанске споменице 1941. и других југословенских одликовања, међу којима су — Орден ратне заставе, Орден партизанске звезде првог реда, Орден братства и јединства првог реда, Орден заслуга за народ другог реда, Орден народне армије другог реда и Орден за храброст. Од иностраних одликовања, истичу се Партизански крст и Орден Грунвалдов крст другог реда НР Пољске. Орденом народног хероја одликован је 27. новембра 1953. године.